# Controvérsias de Dungeons & Dragons
O jogo de RPG Dungeons & Dragons (D&D), que recebe atenção significativa na mídia e na cultura popular, tem sido alvo de inúmeras controvérsias. O jogo às vezes recebeu cobertura desfavorável, especialmente em seus primeiros anos, no início da década de 1980. Como o termo D&D pode ser usado equivocadamente para se referir a todos os tipos de jogos de interpretação de papéis, algumas controvérsias relativas a D&D dizem respeito, na verdade, aos jogos de interpretação de papéis em geral ou ao gênero literário de fantasia. Algumas controvérsias envolvem o jogo e seu suposto impacto sobre quem o pratica, enquanto outras tratam de questões comerciais na editora original, TSR. Atualmente, o jogo pertence à Wizards of the Coast.
Em vários momentos de sua história, Dungeons & Dragons foi acusado de promover satanismo, bruxaria, suicídio, pornografia e assassinato. O fenômeno de pânico moral sobre jogos de interpretação de papéis atingiu o auge na década de 1980. Em 2016, o The New York Times noticiou que o pânico moral em torno de Dungeons & Dragons havia diminuído.
D&D foi acusado de retratar caucasianos, asiáticos e africanos de forma racista. Essa crítica estende-se aos estereótipos raciais presentes em algumas de suas “criaturas”, como orcs e elfos drow. Houve tentativas de corrigir essas questões em suplementos da 5ª edição de D&D.
D&D foi proibido na Waupun Prison de Wisconsin por “promover atividade relacionada a gangues” e na Idaho State Correctional Institution como parte de sua proibição geral de jogos de interpretação de papéis. Alguns criticaram D&D por motivos religiosos, incluindo Peter Leithart, George Grant e William Schnoebelen.
D&D esteve envolvido em disputas de licenciamento e marcas registradas, e parte do material precisou ser alterado ou removido para cumprir a lei de propriedade intelectual. Por exemplo, hobbits foram renomeados para “halflings” para evitar problemas de direitos autorais com J. R. R. Tolkien e sua Terra-média.
Houve conflitos internos na empresa-mãe de D&D, TSR Inc. Alguns envolveram os criadores Dave Arneson e Gary Gygax, e também houve desentendimentos entre Gygax e o sócio Brian Blume.

## Preocupações com satanismo e suicídio
Em vários momentos, Dungeons & Dragons recebeu má publicidade por suposta promoção de práticas como satanismo, bruxaria, suicídio, pornografia e assassinato. Principalmente na década de 1980, grupos religiosos acusaram o jogo de incentivar a feitiçaria e a veneração de demônios. Ao longo da história dos jogos de interpretação de papéis, muitas críticas miravam não apenas D&D, mas todo o gênero de fantasia.
O conceito de Dungeons & Dragons como satânico relacionava-se ao receio de abuso satânico ritual, pois ambos pressupunham a existência de grandes cultos satânicos organizados. Publicações como o folheto Dark Dungeons, da Chick Publications, retratavam D&D como ferramenta de recrutamento para essas organizações.

### “Mazes and Monsters”
Conforme o hobby de jogos de interpretação de papéis crescia, a história do desaparecimento do jovem de 16 anos James Dallas Egbert III em 1979 foi associada ao desaparecimento de Egbert nos túneis de serviço da Michigan State University, alimentando rumores de que estudantes usavam esses túneis para sessões de jogo ao vivo. O investigador particular William Dear especulou à imprensa que Egbert teria se perdido durante uma dessas sessões. A imprensa reportou isso como fato, originando lendas sobre “incidentes em túneis”. Na verdade, as tentativas de suicídio de Egbert e seu suicídio por disparo de arma de fogo no ano seguinte decorreram de transtorno depressivo maior e grande estresse, sem ligação com D&D.
Em 1981, Rona Jaffe publicou o romance Mazes and Monsters, com enredo similar ao caso Egbert, adaptado no filme para TV de 1982, estrelado por Tom Hanks. Em 1983, o filme canadense Skullduggery apresentou um jogo semelhante a D&D como instrumento do diabo para transformar um jovem em serial killer. O romance satírico de Neal Stephenson, The Big U (1984), inclui incidentes semelhantes em túneis.
William Dear esclareceu suas conclusões em seu livro de 1984, The Dungeon Master, rejeitando qualquer ligação entre D&D e o desaparecimento de Egbert, atribuindo seus problemas à relação com sua mãe dominadora e às próprias lutas de Egbert com sua sexualidade.
A repercussão em torno de Mazes and Monsters aumentou o desconforto público em relação aos jogos de interpretação de papéis, mas também impulsionou as vendas de manuais de D&D. Por exemplo, as vendas do Basic Set passaram de cerca de 5 000 cópias por mês, pouco antes do incidente, para mais de 30 000 cópias no fim de 1979, continuando a crescer.

### Patricia Pulling e BADD
Patricia Pulling era ativista anticulto em Richmond, Virgínia e fundadora do grupo Bothered About Dungeons & Dragons (BADD). Ela criou o BADD em 1982, após seu filho Irving suicidar-se; considerava que o jogo havia lançado uma “maldição” sobre ele e processou o diretor da escola de seu filho por homicídio culposo.
O processo contra a TSR foi rejeitado em 1984, e a maior parte das acusações de Pulling foi desmentida. Em 1990, o autor Michael A. Stackpole escreveu The Pulling Report, crítico quanto aos métodos de Pulling e do BADD. O BADD deixou de existir após a morte de Pulling por câncer em 1997.

## Especial do “60 Minutes”
Em um segmento de 1985 do programa 60 Minutes, o apresentador Ed Bradley afirmou: "[Dungeons & Dragons] tornou-se popular entre crianças desde a escola primária até adolescentes. Não acontece o mesmo com muitos adultos, que acham que o jogo está ligado a vários suicídios e assassinatos." O programa incluiu entrevistas com Gary Gygax; Thomas Radecki, então presidente da National Coalition on TV Violence; e Patricia Pulling. Radecki associou o jogo a 28 suicídios e homicídios. Gygax respondeu: "Isso é faz-de-conta. Ninguém se torna mártir, não há violência real. Com outra analogia, quem fica falido jogando Monopoly? Ninguém. O dinheiro não é real. Não há ligação, exceto talvez na mente de pais que procuram uma causa que não seja seu próprio fracasso como educadores".

### Caso Lieth Von Stein
Em 1988, um caso de assassinato em Washington, Carolina do Norte, trouxe má publicidade a Dungeons & Dragons, pois membros de um grupo de jogo foram implicados. Chris Pritchard, estudante na North Carolina State University, teria planejado o assassinato do padrasto, Lieth Von Stein, por sua fortuna de 2 milhões de dólares. Um agressor mascarado espancou e esfaqueou Von Stein e sua esposa, deixando-os gravemente feridos; Von Stein não resistiu.
Investigadores focaram no grupo de interpretação de papéis após encontrar um mapa do jogo que reproduzia a planta da casa de Von Stein. Os comparsas Neal Henderson e James Upchurch também foram condenados; todos cumpriram pena no sistema prisional estadual.
Autores de true crime como Joe McGinniss e Jerry Bledsoe enfatizaram o ângulo do jogo. O livro de Bledsoe, Blood Games, virou o filme para TV Honor Thy Mother (1992) e o de McGinniss virou minissérie, Cruel Doubt (1992), ambas mostrando manuais de D&D adulterados para sugerir inspiração no crime.

### TSR remove monstros satânicos
O impacto comercial do jogo elevou as vendas de US$ 2,3 milhões em 1979 para US$ 8,7 milhões em 1980, mas levou a TSR a remover referências a demônios, diabos e outros monstros sobrenaturais da 2ª Edição de AD&D (1989). Demônios e diabos foram renomeados baatezu e tanar'ri e passaram a ser chamados genericamente de “feras”.
O pânico moral em torno dos jogos de interpretação de papéis atingiu o auge na década de 1980. Um estudo de 2005 destacou que, após 1992, não se encontraram “cartas, artigos ou editoriais” sobre o tema, exceto em retrospectivas históricas entre 1997 e 2000 e um artigo de 1999 sobre preconceito contra cristãos na revista Dungeon, Dragon, Breakout, Critical miss and Places to go People to Be.

### Wizards of the Coast flexibiliza restrições
Em 1997, a Wizards of the Coast adquiriu a TSR. No fim da década de 1990, a Wizards começou a reintroduzir termos removidos pela TSR na 2ª Edição, como em A Paladin in Hell (1998) e Guide to Hell (1999). O presidente Peter Adkison encarregou Monte Cook de reintroduzir os termos, que retornaram gradualmente, mesmo que muitos fãs ainda os utilizassem informalmente.
Em 2000, a 3ª Edição foi lançada, abordando demonologia de forma mais explícita, embora as relações com essas criaturas fossem claramente apresentadas como malignas. O “fervor” em torno de Dungeons & Dragons havia diminuído, permitindo experimentos sem receio de controvérsias.

### Rulebooks com selo de público maduro
Em 2002 e 2003, a Wizards lançou dois livros com selo de público maduro: o Book of Vile Darkness (2002) e o Book of Exalted Deeds (2003).
O Book of Vile Darkness adicionou regras para vícios, canibalismo, sacrifícios e fetiches sexuais, embora parte do conteúdo seja hoje visto como problemático. O co-criador de Dragonlance, Tracy Hickman, classificou o livro como “barato, degradante e depreciativo”, afirmando que “todo medo escuro que mães e líderes religiosos tinham sobre D&D se tornou realidade”.
O Book of Exalted Deeds contrapôs o livro anterior, abordando elementos extremos do alinhamento bom, incluindo questões éticas e referências a práticas religiosas reais, como estigmas.

### Fim do pânico
Em 2016, o The New York Times reportou que o pânico moral em torno de Dungeons & Dragons havia diminuído, com preocupações parentais migrando para vídeos violentos, sobretudo videogames. Radley Balko, no The Washington Post, relacionou o caso ao pânico satânico amplo iniciado na década de 1970, ressaltando que suas consequências diretas foram principalmente tentativas de banir o jogo e estigmatizar jogadores, mas que o fenômeno maior teve impacto devastador no sistema de justiça criminal.
O pânico moral serviu de elemento de trama na quarta temporada de Stranger Things, ambientada em meados dos anos 1980, quando parte da população acreditava que mortes incomuns eram causadas pelo clube de D&D da escola e seus supostos rituais satânicos.

### Pesquisas sobre jogo e suicídio
A American Association of Suicidology, os Centers for Disease Control and Prevention dos EUA e o Health and Welfare Canada concluíram que não há vínculo causal entre jogos de fantasia e suicídio.
Estudos independentes desde a década de 1980 mostram que depressão e tendências suicidas não são tipicamente associadas a jogadores de Dungeons & Dragons. Sentimentos de alienação não são comuns entre jogadores medianos, embora participantes muito engajados, inclusive financeiramente, possam manifestá-los. Um estudo afirmou não haver “correlação significativa entre anos de jogo e estabilidade emocional”.
Quando diversas entidades investigaram níveis de suicídio entre jogadores de RPG em comparação às estatísticas nacionais de jovens (15–25 anos), encontraram apenas 128 tentativas registradas por organizações ligadas ao BADD entre 1979 e 1988, número inferior ao esperado estatisticamente, indicando que o suicídio entre jogadores era, na verdade, menor que a média nacional para a faixa etária.
Um estudo de 2015 sugeriu que psiquiatras não associam jogos de interpretação de papéis como Dungeons & Dragons a problemas de saúde mental.

## Representações culturais e racismo

### Humanos

#### Falta de diversidade racial
Nas primeiras edições de Dungeons & Dragons, os humanos “eram codificados como brancos culturalmente e retratados assim em ilustrações de manuais”; e, das centenas de ilustrações de aventureiros no Player's Handbook e no Dungeon Master's Guide das edições original e 2ª, não havia aventureiros não brancos. O foco eurocêntrico tinha raízes na obra de Tolkien.
Suplementos retratando culturas não influenciadas pelos anglo-saxões, como Oriental Adventures (1985), Maztica Campaign Set (1991), Al-Qadim: Arabian Adventures (1992) e The Jungles of Chult (1993), foram adicionados ao longo do tempo, mas muitos reproduzem estereótipos problemáticos.

#### Asiáticos
Na época de seu lançamento, Oriental Adventures foi best-seller, mas fãs e designers criticam sua representação da cultura asiática. Aaron Trammell, na revista acadêmica Analog Game Studies, apontou que o livro emprega orientalismo e reduz a complexidade da cultura oriental a estereótipos racistas e sexistas. Ele criticou as mecânicas de “belleza” e “honra” que quantificam a cultura asiática em comparação à cultura ocidental. O designer Daniel Kwan afirmou que o suplemento descreve asiáticos como violentos, necessitando de salvadores externos e objetos de fetichização. O livro de campanha Kara-Tur: The Eastern Realms (1988) expandiu essas descrições, usando diretamente referências a impérios asiáticos reais.

#### Africanos
Ed Greenwood introduziu Chult, inspirado na África, no Forgotten Realms Campaign Set (1987). Esse cenário serviu de base para o romance The Ring of Winter (1992) de James Lowder. Lowder expandiu Chult em The Jungles of Chult (1993), baseado em suas pesquisas e em contos de Allan Quatermain e do Professor Challenger. Cecilia D'Anastasio, no Kotaku, criticou o tom colonialista e as descrições de “bushmen” e comércio de escravos. A cidade de Mezro era apresentada como rival de centros civilizados de Faerûn. Na 4ª Edição, Chult passava por calamidade, com pouca civilização humana e tribos descritas como “nobres selvagens” ou “canibais depravadoss”.
Em Tomb of Annihilation (2017), aventura da 5ª edição, Paste e Kotaku criticaram a representação de Chult como amalgama de estereótipos africanos e examinaram raças como Batiri, goblins com máscaras tribais que formam “totens” de guerra.

### Humanoides e monstros
A obra não oficial Fundamentals of Game Design (2013) observa que, em RPGs, “raça” designa grupos de humanoides reais e fantásticos, mas “espécie” seria termo mais adequado. Jess Kung, no Code Switch da NPR, e Christopher Thomas, no PBS NewsHour, destacaram que Gary Gygax era determinista biológico, influenciando o design de D&D. Em AD&D 1ª edição, tabelas estabeleciam quais culturas demi-humanas se davam bem, elemento citado como determinismo biológico. Caps de nível para não-humanos também reforçavam diferenças.
Chris Van Dyke, em Race in Dungeons & Dragons, observou que humanos são a raça normativa e, pelo viés anglo-centrista, representam “pessoas brancas”, enquanto outras raças são exoticizadas.
Historicamente, algumas raças em Dungeons & Dragons foram consideradas automaticamente malignas, com descrições que ecoam estereótipos depreciativos de povos asiáticos ou negros. Outro crítico advertiu que retratar raças fictícias como inerentemente más alimenta estereótipos. Matthew Gault, na Wired, qualificou o tema como “complicado e delicado, ligado a estereótipos raciais e fantasias de poder”. No jornal acadêmico Mythlore, Steven Holmes explicou que raças fantásticas, especialmente vilãs, funcionam como “estranhamento negativo”, justificando violência contra elas.
Com o tempo, edições posteriores removeram limitações de nível por raça, revisaram o sistema de moralidade (Zlinhamento) e eliminaram o conceito de raças malignas. Em 2022, Christopher Ferguson conduziu pesquisa com 308 adultos (38,2 % não-brancos; 17 % jogadores de D&D) e concluiu que o jogo não se associa a atitudes etnocêntricas, sugerindo que a Wizards pode estar respondendo a um novo pânico moral. Holmes observou que, mesmo aceitando licenças artísticas, retratar corpos não-brancos como “outros” reforça a normalização de corpos brancos como referência.

#### Orcs

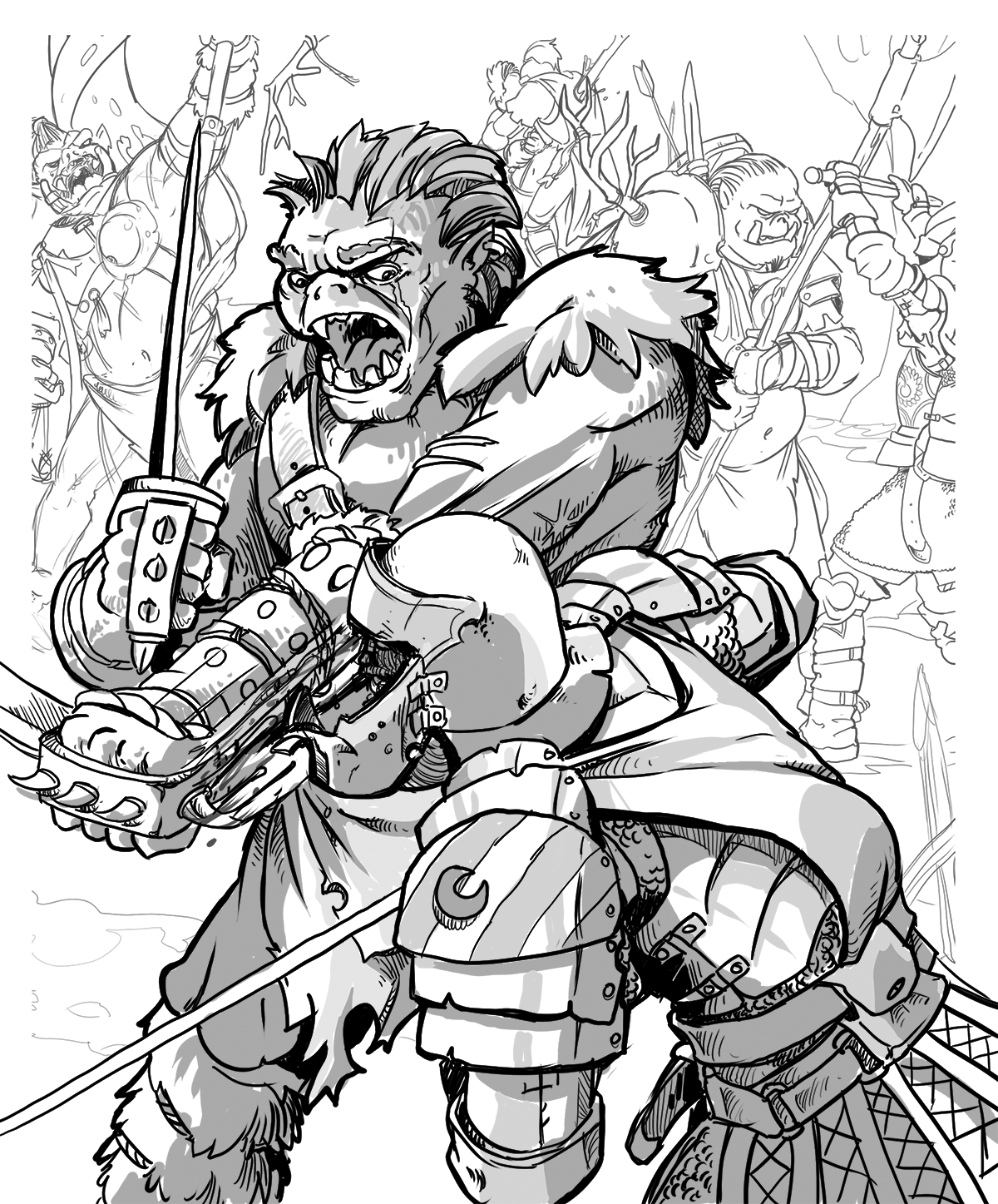
Os orcs foram popularizados por J. R. R. Tolkien e aparecem em muitos jogos de fantasia.

A representação moderna de orcs vem de Tolkien, que os descreveu como “versões degradadas e repulsivas” de estereótipos de mongóis e criaturas inerentemente malignas.
A aparição de orcs em Dungeons & Dragons (1974) e Advanced Dungeons & Dragons (1977) foi a primeira fora da obra de Tolkien. Helen Young apontou que descrições de orcs reforçam estereótipos anti-negros, comparando-os a animais, especialmente porcos, e enfatizando sua violência. Em Wizards Presents: Classes and Races (2007), Michele Carter escreveu que “onde anões constroem, orcs saqueiam; onde anões são industriosos, orcs são traiçoeiros e preguiçosos”.
Alguns veem orcs como representação do Outro cultural, conceito que pinta culturas diferentes como inferiores ou malignas. Christian Hoffer ressaltou que atribuir inteligência inferior a orcs toca em temas de eugenia e crenças deterministas. Gabrielle Lissauer, em The Tropes of Fantasy Fiction, destacou que o cenário Eberron subverte esse estereótipo, apresentando orcs pacíficos e em harmonia com a natureza.
O debate sobre orcs como trope racial é controverso. A acadêmica Sandra Ballif Straubhaar defende que o mundo de Tolkien é multicultural e multilíngue, contrariando acusações de racismo. A pesquisa de Ferguson (2022) mostrou que apenas 10,2 % consideram ofensiva a ideia de orcs inerentemente malignos. Holmes observou que 34 % acharam essa representação “racista”, sugerindo que, embora vilãs, essas criaturas normalizam corpos brancos como padrão.

#### Elfos drow
Os drow são sub-raça maligna de elfos de pele escura, mencionada pela primeira vez no Monster Manual (1ª edição, 1977). Drizzt Do’Urden, o drow mais famoso, é apresentado como exceção heroica que supera a cultura maligna da própria raça. Alguns críticos apontam que os drow ecoam a ideia racista de pessoas não-brancas inerentemente más. Em Dungeons and Dragons and Philosophy, James Rocha observa que a distinção entre elfos da luz e os drow reflete desconfortáveis paralelos históricos de segregação racial. Holmes ressalta que a representação visual inconsistente complica ainda mais a discussão, pois alguns veem drow como fantasia pura, outros como analogia a pessoas de pele negra.
Em 26 de junho de 2020, Netflix e Hulu removeram o episódio “Advanced Dungeons & Dragons” da série Community por cenas em que o personagem Chang interpreta um elfo drow com maquiagem semelhante a blackface. A Sony Pictures Television apoiou a remoção.

### Tentativas de tratar questões raciais na 5ª edição deD&D
Em março de 2020, Christian Hoffer, no ComicBook.com, destacou que o Explorer's Guide to Wildemount reaplicou as estatísticas de orc de Eberron: Rising from the Last War em vez de usar as de Volo's Guide to Monsters, removendo a penalidade de inteligência e o traço “Intimidar”. Ele afirmou que o livro deixa claro que nenhuma raça inteligente é inerentemente má ou menos inteligente. Em junho de 2020, a Polygon reportou mudanças anunciadas pela equipe de D&D para corrigir representações insensíveis, incluindo retratos dos Vistani, análogo ficcional ao Romani, e reformulação de regras de criação de personagens para expandir a diversidade dentro de cada raça.
Em julho de 2020, a Wizards incluiu aviso de sensibilidade cultural em títulos legados vendidos digitalmente, muitos retratando culturas inspiradas na Ásia, Mesoamérica e Oriente Médio. Sebastian Modak, no The Washington Post, informou que, embora a comunidade tenha aprovado as mudanças, denúncias de tratamento inadequado de funcionários de minorias continuam estimulando jogadores a buscar outras experiências de RPG. Em dezembro de 2020, Matthew Gault, na Wired, elogiou discussões promovidas pela Wizards sobre diversidade, mas criticou revisões superficiais de material antigo, afirmando que muitas mudanças soam como “serviço de fachada” e que os fãs é que têm corrigido o conteúdo via fóruns e Reddit.

#### Tasha’s Cauldron of Everything
Em novembro de 2020, a Wizards lançou o suplemento Tasha's Cauldron of Everything, com novas regras opcionais de criação de personagens e revisões raciais. O principal designer de regras, Jeremy Crawford, afirmou que os bônus de atributos raciais foram mantidos apenas para reforçar arquétipos históricos, não para balanceamento de jogo. A Io9 destacou que esse alargamento de habilidades e ideais em criação de personagens é o primeiro passo nos planos da Wizards para abordar questões de raça e inclusão em Dungeons & Dragons.
Charlie Hall, para a Polygon, expressou decepção com as regras raciais opcionais em Tasha's Cauldron of Everything. Ele escreveu: "No início deste ano, a editora admitiu que cometeu erros em sua representação de raça no passado e prometeu fazer mudanças na estrutura de D&D para torná-lo mais acolhedor e flexível. Essas mudanças, detalhadas em Tasha's Cauldron, são extremamente frágeis. A orientação é, mais ou menos, ignorar as regras de criação de personagem e simplesmente fazer o que parece certo. […] Está muito aquém de estabelecer um novo precedente progressista para o RPG original". Sobre a origem da personalização em Tasha's Cauldron of Everything, Liam Nolan escreveu para a Comic Book Resources: "uma das maiores controvérsias em torno de Dungeons & Dragons tem sido a abordagem prescritiva do jogo em relação à raça e a forma como abraça estereótipos problemáticos. […] Embora as origens personalizadas não revertam nenhum dos danos já causados, elas oferecem um caminho para tornar Dungeons & Dragons mais acessível e menos problemático". Corey Plante, para a Inverse, também destacou as opções de personalização, escrevendo: "até certo ponto, esse tipo de flexibilidade pode comprometer a identidade central das raças e classes do jogo. […] Tradicionalistas podem desaprovar essas regras se suas lealdades estiverem com edições anteriores e suas estruturas de jogo mais rígidas. Mas um fator importante na popularidade explosiva de D&D nos últimos anos é a 5ª edição, a versão mais solta e acessível do jogo já feita. […] Essas inovações criativas voltadas para diversidade e inclusão podem alienar os tradicionalistas do jogo, mas é incrível imaginar o que os jogadores podem inventar".

#### Consultores culturais
Em 2 de setembro de 2022, a Wizards of the Coast emitiu um pedido de desculpas pelo material ofensivo em Spelljammer: Adventures in Space. Esse conteúdo foi removido das edições digitais e será excluído de futuras edições impressas; Errata também foram divulgadas. Charlie Hall, para a Polygon, escreveu que esse "pedido de desculpas refere-se a uma raça chamada hadozee […] As criaturas semelhantes a primatas foram criticadas por seu vínculo com escravidão fictícia, bem como por temas e imagens problemáticos que reforçam o racismo contra pessoas negras". Tanto Hall quanto Christian Hoffer, da ComicBook.com, ressaltaram que nenhum consultor cultural ou de sensibilidade foi listado nos créditos do produto.
Após as revisões anunciadas para Spelljammer: Adventures in Space, o arquiteto de design de jogos da Wizards, Christopher Perkins, anunciou um novo processo de revisão de inclusão para o estúdio de Dungeons & Dragons que exigirá que "cada palavra, ilustração e mapa" seja revisado em várias etapas de desenvolvimento "por múltiplos consultores culturais externos antes da publicação". O processo anterior incluía consultores culturais apenas a critério do líder de produto. Todos os produtos a serem reimpressos passarão por esse processo e serão atualizados conforme necessário. Para o Dicebreaker, Chase Carter comentou que o anúncio de Perkins parecia "promissor" para que o novo processo de revisão retirasse "o ônus de sinalizar falhas óbvias da base de jogadores". Carter também escreveu que não está claro se esses consultores serão considerados freelancers ou contratados permanentes; o anúncio também não especificou se seriam incluídos nos créditos dos produtos; "isso muitas vezes não aconteceu em livros, aventuras e outros suplementos anteriores".

#### Atualização de terminologia
Em dezembro de 2022, a Wizards of the Coast anunciou que a palavra "race" não seria mais usada para se referir a características biológicas de um personagem, sendo substituída por "species"; essa mudança entrou em vigor com o playtest de dezembro de One D&D. O comunicado afirmou que "'race' é um termo problemático que teve ligações preconceituosas entre pessoas do mundo real e os povos fantásticos dos mundos de D&D" e que a mudança foi feita com consulta de "múltiplos consultores culturais externos". Após o lançamento da revisão de 2024 das regras da 5ª edição, Marc Tracy do The New York Times comentou que a mudança "expos um cisma entre os jogadores de Dungeons & Dragons" e se tornou "parte do debate cultural mais amplo sobre como equilibrar inclusão e acessibilidade com história e tradição". Ele observou que "a popularidade das novas regras será determinada, em última instância, nas sessões de Dungeons & Dragons" pelos jogadores. Tracy explicou ainda que as atualizações "podem se encaixar na busca corporativa por diversidade, equidade e inclusão, mas também fazem parte de uma estratégia financeira da Wizards of the Coast".

## Objeções por grupos

### Prisões

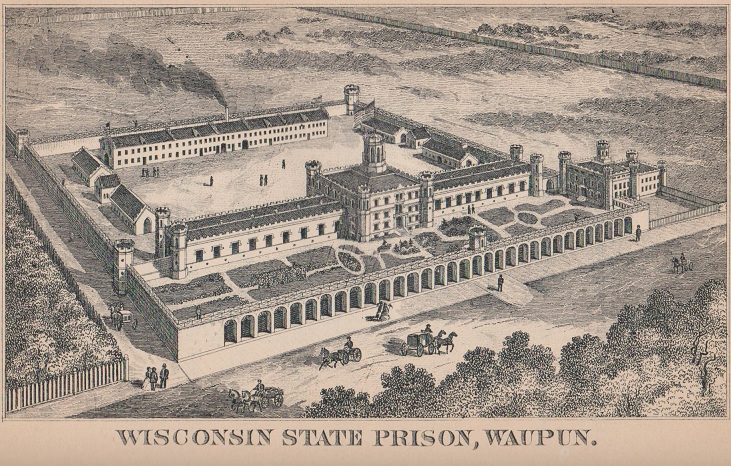
Penitenciária Estadual de Waupun em 1895

Em 2004, a Penitenciária Estadual de Waupun, em Wisconsin, instituiu uma proibição de jogar Dungeons & Dragons, alegando que promovia atividade de gangues. A política entrou em vigor com base em carta anônima de detento dizendo que quatro prisioneiros que jogavam o jogo formavam uma "gangue". Quando a proibição entrou em vigor, a prisão confiscou todo material relacionado a D&D. O detento Kevin T. Singer, jogador dedicado e condenado à prisão perpétua por homicídio de primeiro grau, tentou derrubar a proibição, alegando violação da Primeira Emenda. Em 25 de janeiro de 2010, o Tribunal de Apelações do 7.º Circuito dos Estados Unidos manteve a proibição como "política razoável".
Outras prisões, como a Instituição Correcional Estadual de Idaho, proíbem genericamente jogos de interpretação de papéis. Mas nem todas banem Dungeons & Dragons. Algumas proíbem componentes do jogo por outras regras: por exemplo, proibindo dados para reduzir apostas. Como resultado, "jogadores na prisão criaram maneiras engenhosas de fazer rolagens — de fabricar dados ilícitos a projetar spinners com baterias e clipes de papel". Segundo a The New York Times Magazine, jogar Dungeons & Dragons na prisão é mais difícil porque:
 Os jogadores não podem simplesmente consultar as regras online. Os manuais de capa dura que detalham cenários, personagens e magias são caros e difíceis de passar pelos censores do correio. Alguns estados proíbem livros sobre o jogo completamente, enquanto outros proíbem tudo com capa dura. Livros com mapas são geralmente proibidos, e dados são frequentemente considerados contrabando. 
 Em prisões onde o jogo é permitido, jogadores costumam confeccionar "miniaturas, mapas e fichas de personagens" com itens permitidos. "Por benignos que pareçam, muitos detentos dizem que agentes confundem esses materiais com algo mais nefasto". Melvin Woolley-Bey, encarcerado na Facilidade Correcional Sterling, disse: "um tenente interessou-se em interromper nosso jogo, pegou nossas peças e enviou mapas ao conselho para garantir que não fossem planos de fuga".

### Objeções religiosas
Em 1987, os pastores Peter Leithart e George Grant publicaram o livro The Catechism of the New Age: A Response to Dungeons and Dragons. Joseph P. Laycock escreveu que o livro condenava o role-playing por permitir liberdade demais, o que consideravam porta de entrada para pensamento crítico, levando a pensamento herético.
Em 1989, William Schnoebelen, autor cristão que afirmou ter sido sacerdote Wicca e satânico, publicou o artigo "Straight Talk on Dungeons and Dragons" pela Chick Publications. O artigo resumiu D&D como "um programa de alimentação para ocultismo e bruxaria. […] Dungeons and Dragons viola o mandamento de I Ts. 5:22 'Abstende-vos de toda aparência de mal.'" Alegou que rituais do jogo podiam conjurar demônios e produzir efeitos reais. Acusou o Dungeon Master's Guide de celebrar Adolf Hitler por seu carisma. Em 2001, Schnoebelen publicou "Should a Christian Play Dungeons & Dragons?" Esses ensaios retratam Dungeons & Dragons como ferramenta de grupos Nova Era satânicos que introduzem ideias contrárias ao "ensinamento e moral cristãos". Em 2006, Schnoebelen escreveu: "No final dos anos 1970, alguns escritores do jogo vieram até mim e minha esposa como proeminentes 'bruxos' na comunidade. Queriam ter certeza de que os rituais eram autênticos. Para a maior parte, são." Ele afirmou que "estar exposto a todas essas ideias de magia no grau que o jogo exige não pode deixar de impactar a mente dos jogadores".

## Série animada
A série animada baseada em Dungeons & Dragons, exibida originalmente entre 1983 e 1985, também foi alvo de atenção controversa. Apesar de voltada ao público infantojuvenil e ter feito sucesso entre os fãs, a série foi envolvida em teorias do tipo "creepypasta", incluindo a alegação de que os personagens teriam morrido e estariam, na verdade, em uma espécie de inferno.

## Disputas comerciais na TSR

### Dave Arneson
O sucesso comercial de D&D levou a processos em 1979 e 1985 sobre royalties entre os co-criadores Dave Arneson e Gary Gygax. A disputa centrou-se nos royalties de AD&D, para os quais a TSR não reconheceu as reivindicações de Arneson. Os processos foram resolvidos extrajudicialmente até 1981. "Nas editoriais da Dragon Magazine, Gygax começou a eliminar Arneson da história de D&D — chamando seu Blackmoor de 'campanha de fantasia Chainmail emendada'". Em 1997, Peter Adkison pagou a Arneson um valor não divulgado para liberar Dungeons & Dragons dos royalties devidos, permitindo que a Wizards renomeasse Advanced Dungeons & Dragons para Dungeons & Dragons. Em 2004, Arneson disse sobre Gygax: "Nos encontramos em convenções. Ele faz a dele e eu faço a minha. Não há facadas pelas costas".

### Irmãos Blume

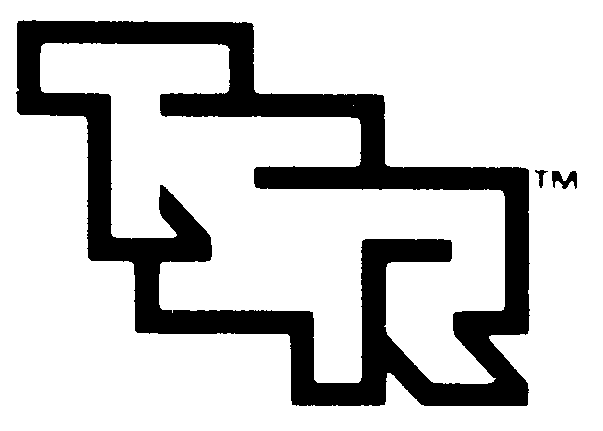
Logotipo da TSR, Inc.

No início dos anos 1980, Gygax envolveu-se em disputa política pelo controle da TSR e sua situação financeira.
Após a morte de Don Kaye em julho de 1975, Gygax e Brian Blume transformaram a parceria em TSR Hobbies. Gygax tinha 150 ações, Blume 100, e ambos podiam comprar até 700 ações adicionais. Mas a TSR Hobbies ainda não publicava nada — Dungeons & Dragons pertencia à sociedade com Donna Kaye, e eles não tinham fundos para comprá-la.
Brian convenceu Gygax a permitir que seu pai, Melvin Blume, comprasse as ações de Donna, convertidas em 200 ações da TSR Hobbies. Brian comprou mais 140 ações. Isso deixou Gygax em minoria, tornando-o empregado dos Blume. Em 1980, Brian convenceu Gygax a deixar que Kevin Blume comprasse as ações de Melvin, dando aos irmãos controle majoritário. Em 1982, a TSR Hobbies adicionou três diretores externos ao conselho. Em 1983, os Blume dividiram a empresa: Kevin virou presidente da TSR Inc.; Gygax, da TSR Entertainment. Gygax foi enviado a Hollywood para TV e cinema. Em 1984, apesar de faturar $30 mi, a TSR Inc. mal equilibrava contas e devia $1,5 mi. Os Blume procuravam comprador. Em março de 1985, Gygax exerceu sua opção de 700 ações, chegou a 850, recuperou controle majoritário e nomeou-se presidente e CEO. Contratou Lorraine Williams, que demitiu os diretores externos.
Em outubro de 1985, Brian revelou ter exercido sua opção de 560 ações e vendido tudo para Williams, tornando-a majoritária. Gygax processou, mas perdeu. Williams virou CEO e encerrou a contribuição criativa de Gygax; vários projetos foram engavetados.
Em 1985, vendas de D&D chegaram a $29 mi, mas Gygax renunciou em outubro de 1986 e solucionou disputas em dezembro. Pelo acordo, manteve Gord the Rogue e personagens com nomes anagramas de seu, mas perdeu direitos de World of Greyhawk, Mordenkainen, Robilar e Tenser.
Após a compra da TSR pela Wizards em 1997, Gygax escreveu o prefácio de Return to the Tomb of Horrors (1998), tributo à sua Tomb of Horrors. Também voltou à Dragon Magazine, com a coluna "Up on a Soapbox" da #268 (jan/2000) à #320 (jun/2004).

## Licenciamento e disputas de marca

### Tolkien

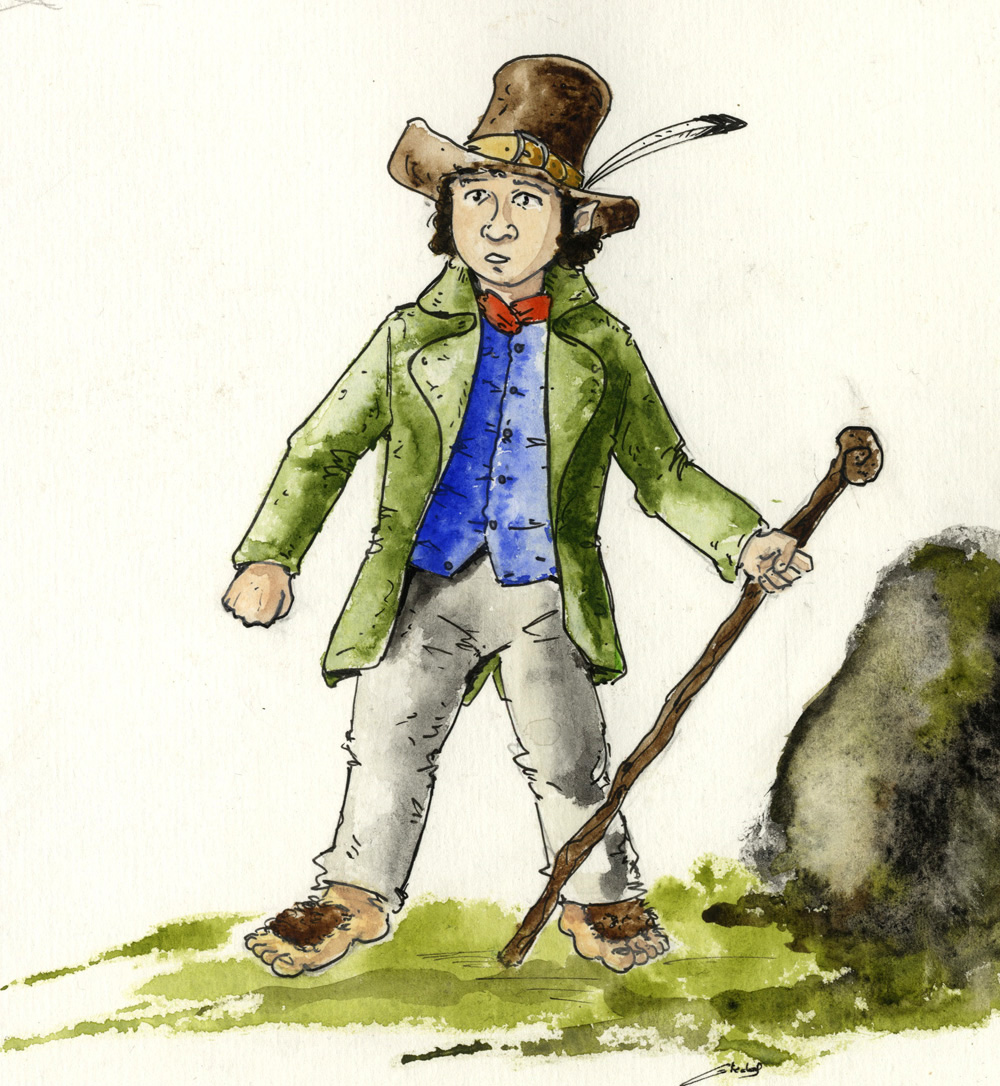
Arte de fã representando um hobbit

Referências a criaturas de J. R. R. Tolkien foram removidas por temores de direitos autorais. Hobbits viraram anões, ent virou treant, e balrog virou "Tipo VI demônio".

### Deities & Demigods
A TSR teve problemas de IP com o Cthulhu Mythos e mitos Melnibonéan em versões iniciais do manual de 1980 Deities & Demigods; o material foi retirado das edições posteriores.

### Pirataria digital
Em 6 de abril de 2009, a Wizards suspendeu vendas em PDF de seus produtos em OneBookShelf, RPGNow.com e DriveThruRPG. Isso acompanhou processo contra oito pessoas por infração de direitos autorais, incluindo PDFs da 4ª Edição e edições anteriores.
Em 2013, a OneBookShelf voltou a vender produtos de D&D via parceria com a Wizards: do AD&D à 4ª Edição, pelo site DNDClassics. Em 2016, lançou-se a Dungeon Masters Guild (DMsGuild), substituindo o DNDClassics. Com a 5ª Edição e a Open Game License, terceiros podem publicar conteúdo baseado no SRD; a DMsGuild ainda permite conteúdo dos Reinos Esquecidos.

### Atari
Em dezembro de 2009, a Hasbro processou a Atari por suposta quebra de licença de D&D ao vender sua distribuição europeia para a Namco Bandai Partners. A Hasbro alegou sublicenciamento não autorizado e vazamento de informações confidenciais. A Atari negou e buscou resolver sem a Hasbro. Em 15 de agosto de 2011, Wizards, Hasbro e Atari anunciaram acordo: direitos digitais de D&D foram devolvidos à Hasbro; a Atari continuou licenciada para jogos como Dungeons & Dragons: Daggerdale e Heroes of Neverwinter no Facebook; e a venda do Cryptic Studios atrasou o lançamento de Neverwinter para o fim de 2012.

### Dragonlance
Em outubro de 2020, Margaret Weis e Tracy Hickman processaram a Wizards por violar licença de nova trilogia de romances Dragonlance. O Boing Boing informou que "segundo o processo, Weis e Hickman concordaram em 2017 em produzir os novos romances, encerrando a série e dando aos fãs uma despedida final. Mas a empresa interrompeu o projeto em agosto de 2020". Em dezembro de 2020, Weis e Hickman pediram retirada sem julgamento, e o agente literário afirmou que nova trilogia estava em andamento. Em dezembro de 2021, anunciou-se que o primeiro romance, Dragonlance: Dragons of Deceit, seria lançado em 9 de agosto de 2022.